# 寿司親父
寿司親父（すしおやじ）は、日本のプロレス団体である全日本プロレスに所属するSUSHIと当時フリー参戦していたのめんそ〜れ親父のタッグチーム。由来は2人の名前の一部分を合わせたもの。
アジアタッグ王者に挑戦するためにできた、全日本では数年ぶりのマスクマン同士のタッグである。

## 経歴
2014年
- アジアタッグ王者を狙うべくSUSHIが挑戦を表明したが、パートナーはいなかった。
- 2月8日、新生全日本になってから参戦をしていためんそ〜れ親父が井上雅央から勝利後、SUSHIとのタッグでアジアタッグ挑戦を表明した。
- 2月16日、二人が強引に王者である秋山準&金丸義信にアピールをすると二人は挑戦を認める。その後記者会見でSUSHIはタッグチームとしての感触は似たところもあるしやりやすかったと話す。
- 2月23日、第93代王者組に敗北。試合後秋山が求めた握手に対してSUSHIが応じる姿勢を見せると場外へ叩き落される。
- 3月16日、Blue Fieldで行われた千葉EXTRA DREAMで梶トマト&タンク永井のK-DOJOタッグに敗れる。
- 3月18日、後楽園ホール大会で新井健一郎&井上雅央のタッグに敗れる。またこの大会でアジアタッグ選手権試合が行われ、挑戦者組の石井慧介&高尾蒼馬組が敗れた後再び寿司親父での挑戦をアピール。しかしその後現れたDKの南野タケシ&長井満也組も挑戦表明し、王者組の判断で挑戦者はDK組となった。
- 3月26日、銚子市体育館で石井慧介&入江茂弘組と対戦するも、SUSHIが石井のタイガースープレックスホールドで敗れる。
- 3月28日、メッセウィングみえでザ・ビッグガンズと対戦しSUSHIがゼウスのチョークスラムに敗れる。
- 3月29日、KBSホールでレイパロマ&井上雅央組と対戦。SUSHIが井上に回転エビ固めを押しつぶされエビ固めで敗れる。
- 4月12日、横浜ラジアントホールでウルティモ・ドラゴン&西村修組と対戦。SUSHIが西村の足4の字固めで敗れる。
- 4月23日、後楽園ホール大会で青木篤志を加えた6人タッグで野村直矢&梶トマト&タンク永井と対戦。試合は青木が野村にテキサスクローバーホールドを決め勝利。
- 4月26日、名古屋国際会議場で井上雅央を加えた6人タッグでチームドリフと対戦。試合は井上が入江のラリアットで敗れる。
- 4月27日、ボディメーカーコロシアム第一競技場でビリーケン・キッドを加えた6人タッグで冨宅飛駈&エイサー8&野村直矢と対戦。試合はSUSHIが野村に逆エビ固めで勝利。
- 一度仲間割れをしてシングルで決着をつけると親父が勝利しとりあえず和解した。
- 7月27日、親父がマスクを自ら脱ぎ自然的に解散と言う形になった。

## 特徴
- タッグでの入場曲はSUSHIの使っているスシくいねぇの替え歌でありSUSHIが歌っている
- めんそ〜れ親父がビール缶を持つのに対してSUSHIは寿司屋の湯のみを持って入場する。
- 入場はSUSHIのダンスを基調としてめんそ〜れ親父も踊っている。

## メンバー
- SUSHI
- めんそ〜れ親父